# Дженга (игра)
 Тази статия е за играта с дървени плочки.  За селото в Италия вижте Дженга.  
Дженга е игра, която се състои в построяването на максимално висока кула от плочки, като на всеки ход играчът трябва внимателно да извади една плочка от някой от по-ниските етажи на кулата, и да я постави на върха на кулата, като при това действие кулата запазва равновесие и не се срутва.
Наименованието на играта произлиза от езика суахили, jenga, което означава „строя, построявам“.
Играта води до развиване на физическите и умствените умения, изисквайки от играчите сръчност, добра координация между очите и ръцете, прецизност и способности за изграждане на стратегия. В играта няма елемент на случайност или хазарт.

## Правила на играта
Дженга се играе с комплект от 54 дървени плочки с формата на паралелепипед. Всяка плочка има точно определени размериː дължината е три пъти по-голяма от ширината и пет пъти по-голяма от височината на плочкатаː 7.5 × 2.5 × 1.5 cm. За да започне играта, от тези 54 плочки се строи „плътна“ кула от 18 етажа, като всеки етаж се състои от 3 долепени по дължината им една до друга плочки, така че всеки етаж представлява квадратно сечение. Плочките от всеки следващ етаж са разположени перпендикулярно на плочките от предишния етаж.
След като кулата бъде построена, играта започва, като на всеки ход играчите изтеглят по една плочка от произволен етаж без най-горния завършен етаж и я поставят на най-горния незавършен етаж или започват с нея нов етаж. Изтеглянето на плочката е позволено само с една ръка. Плочките може да се побутват леко, докато се открие някоя, която излиза по-лесно от останалите, но това трябва да стане по начин, който не нарушава равновесието на цялата кула. Играчът може да се откаже да мести дадена плочка, ако тя не излиза лесно, но преди да продължи с друга плочка, трябва да върне първата на първоначалната ѝ позиция.
Играта приключва, когато кулата се срути или ако от нея падне поне една плочка, която на съответния ход не е обект на преместване от някой от долните към най-горния етаж. Последният играч, успешно поставил плочката си преди падането на кулата, е победител в играта.

## Произход
Играта „Дженга“ е създадена от Лесли Скот, съоснователка на Oxford Games Ltd, на базата на игра, измислена в семейството ѝ в началото на 1970-те, за която се ползвали детски дървени блокчета, закупени от дъскорезница в Такоради, Гана. Скот, по националност британка, била родена в Източна Африка, където от малка научила и езика суахили, преди по-късно да се премести да живее в Гана. Думата „дженга“ е взета от суахили и означава „строя, построявам“. Тази дума Скот използвала, за да нарече измислената от нея игра и да я защити с търговска марка при представянето на играта на Лондонския панаир на играчките през януари 1983 г.

## Вариации
Съществуват различни вариации на играта „дженга“.
- Във варианта „Throw 'n Go Jenga“ („хвърли зар и играй“) плочките са разноцветни и изборът каква плочка да бъде преместена от играча на текущия ход се определя от показанието на хвърлено от играча зарче.
- Във варианта „Jenga Truth or Dare“ („истина или предизвикателство“), една трета от плочките са боядисани в червено, една трета – в зелено и последната една трета са като оригиналните плочки. Ако играчът избере да изтегли зелена плочка, трябва да е готов честно да отговори на изписания на плочката въпрос; а ако изтегли червена плочка – да изпълни предизвикателството, написано на плочката.
- При варианта „Jenga Xtreme“ („екстремна дженга“) плочките имат за стени успоредници, което води до построяването на интересни наклонени кули.
- От декември 2007 година съществува приложение „Jenga World Tour“ („световен турнир по дженга“) за игрална конзола Wii и DS.